# Lies Visserbrug
De Lies Visserbrug of brug nr. 185, is een overspanning annex voetbrug over de centrale vijver in het Sarphatipark. Die kleine brug ging het grootste deel zonder naam door het leven. Het park kreeg in 1888 haar naam, de brug in 2013. Op 3 april 2014 werd de brug min of meer definitief vernoemd door Stadsdeel Zuid; vanaf 18 februari 2020 werd de naam officieel overgenomen door de centrale stad en opgenomen in de Basisadministratie Adressen en Gebouwen.  
De brug is genoemd naar plaatselijk activiste Elisabeth (Lies) Visser (Hoorn, 1925-Amsterdam, 9 maart 2006), de laatste jaren wonend in de Quellijnstraat. In de jaren zeventig was De Pijp verpauperd. De gebouwen werden matig onderhouden door huisjesmelkers en er was veel criminaliteit in de buurt. Om dit tegen te gaan wilde de gemeente op grote schaal slopen en renoveren. De wijk zelf zag een grootschalige vernieuwing zoals in de Kinkerbuurt niet zitten. Uiteindelijk kwam er in De Pijp een mengeling van nieuwbouw, gerenoveerde oudbouw en oudbouw. Lies Visser was gedurende die tijd leidster van Behou Gerard Dou (genoemd naar de Gerard Doustraat), een vereniging om het karakter van de buurt ongewijzigd te (kunnen) laten. Om dat te ondersteunen ging ze niet akkoord met de uitkoopregeling van de stad; in 2015 is de Quellijnstraat 138 in dat blok een van de weinige oudbouw tussen de nieuwbouw. In die hoedanigheid kreeg ze het aan de stok met Ed van Thijn en Jan Schaefer. Ze was vaak aanwezig in het wijkcentrum. Lies Visser was ook fel gekant tegen de aanleg van de Noord-Zuidlijn, de aanleg zou de buurt laten verzakken etc. Ze bemoeide zich voorts met de aanpak van het park, het moest onderhoudsvriendelijk worden. Haar strijdbaarheid was wellicht te danken aan haar opvoeding. Zelf wilde ze naar de hbs, maar haar vader vond de huishoudschool wel voldoende. Haar “groene vingers” had ze opgedaan tijdens haar hobby als vogelaar in en om de stad.
Visser was actief lid van de VVD, Lijst 13 (gemeenteraadsverkiezingen 1982) en Lijst 15 (Kamerverkiezingen). Later sloot ze zich aan bij Algemeen Belang en bij De Groenen, waar ze de strijd aanging met Roel van Duijn.
Een andere brug in het park kreeg als naam: Liefdesbruggetje.

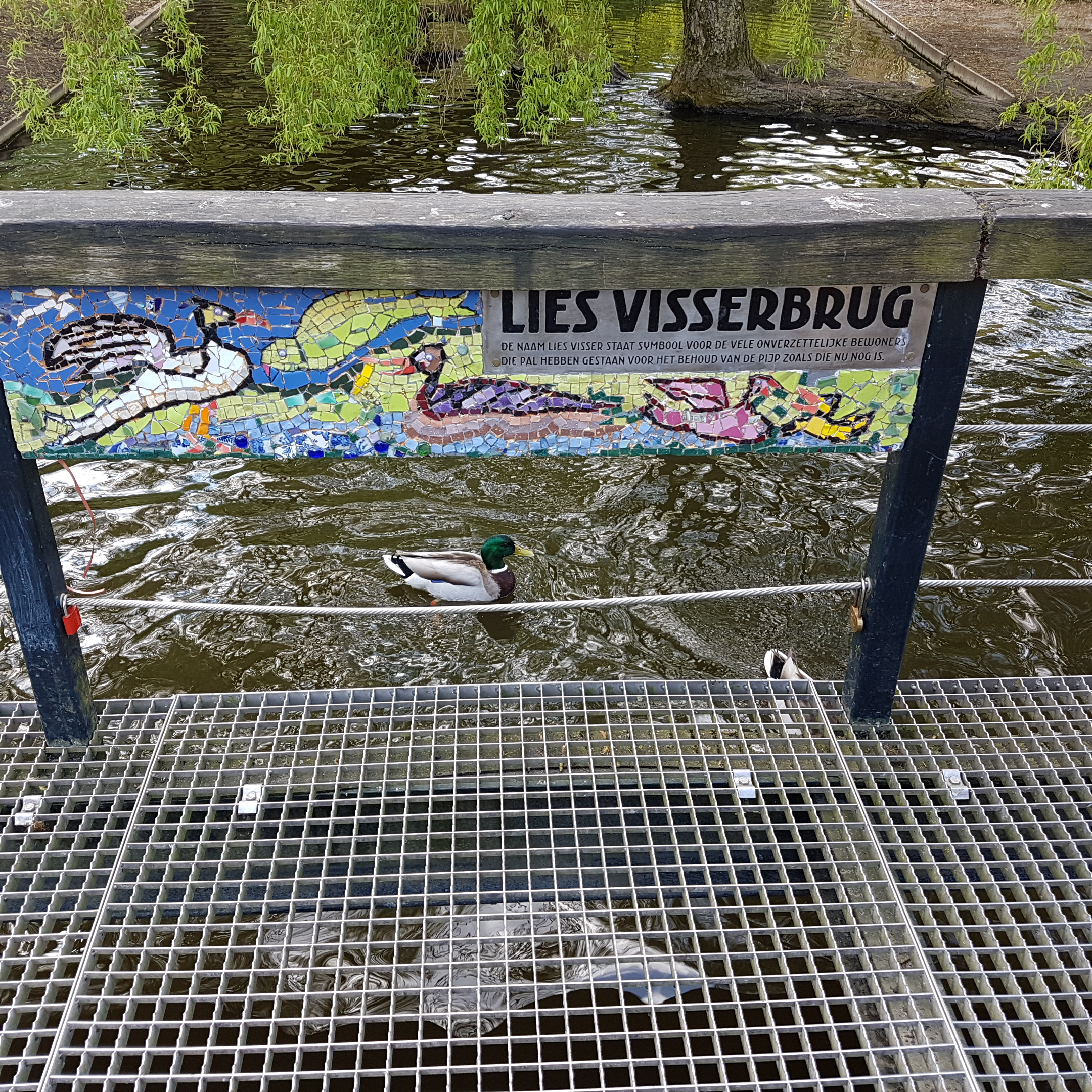
Naamplaatje van de brug met mozaïek van buurtbewoner Fabrice

<<< · 100 · 101 · 102 · 103 ·  105 · 106 · 107 · 108 · 109 ·  110 · 111 · 112 · 113 · 114 · 115 · 116 · 117 · 118 · 119 · 120 · 121 · 122 · 123 · 124 · 125 · 126 · 127 · 128 · 129 · 130 · 131 · 132 · 135 · 136 · 137 · 138 · 139 · 140 · 141 · 142 · 143 · 144 · 145 · 146 · 147 · 148 · 149 ·  150 · 151 · 152 · 155 · 156 · 159 · 160 · 161 · 162 · 163 · 164 · 165 · 166 · 167 · 168 · 169 ·  170 · 171 · 172 · 173 · 174 · 175 · 176 · 177 · 178 · 179 · 180 · 181 · 182 · 183 · 184 · 185 · 186 · 187 · 189 · 190 · 191 · 192 · 193 · 194 · 195 · 196 · 198 · 199 · >>>
Brugnummers 104, 133, 134, 153, 154, 157, 158, 188 en 197 zijn niet (meer) in gebruik.